# Покрово-Тервенический монастырь

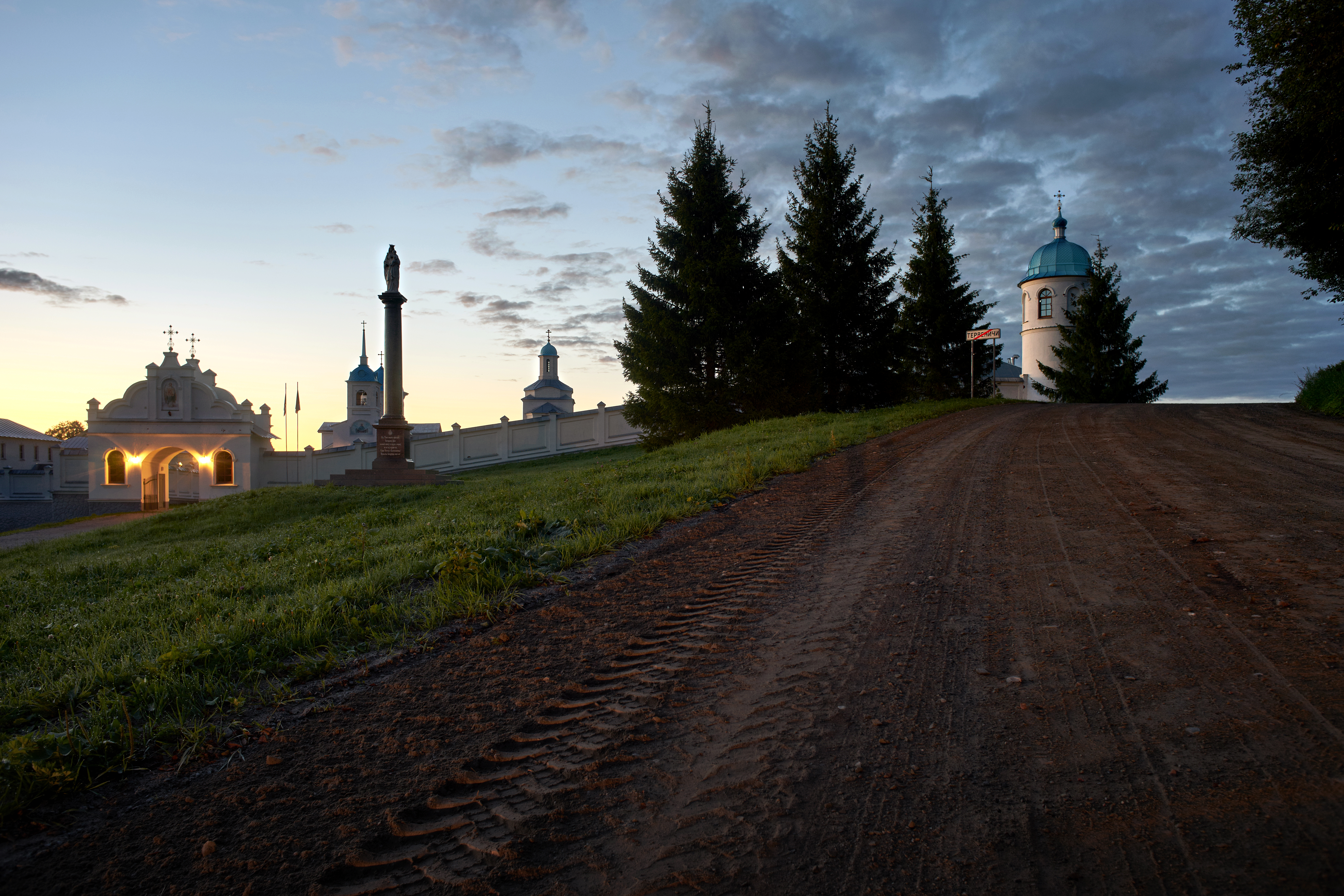
Покровский Тервенический женский монастырь, въезд

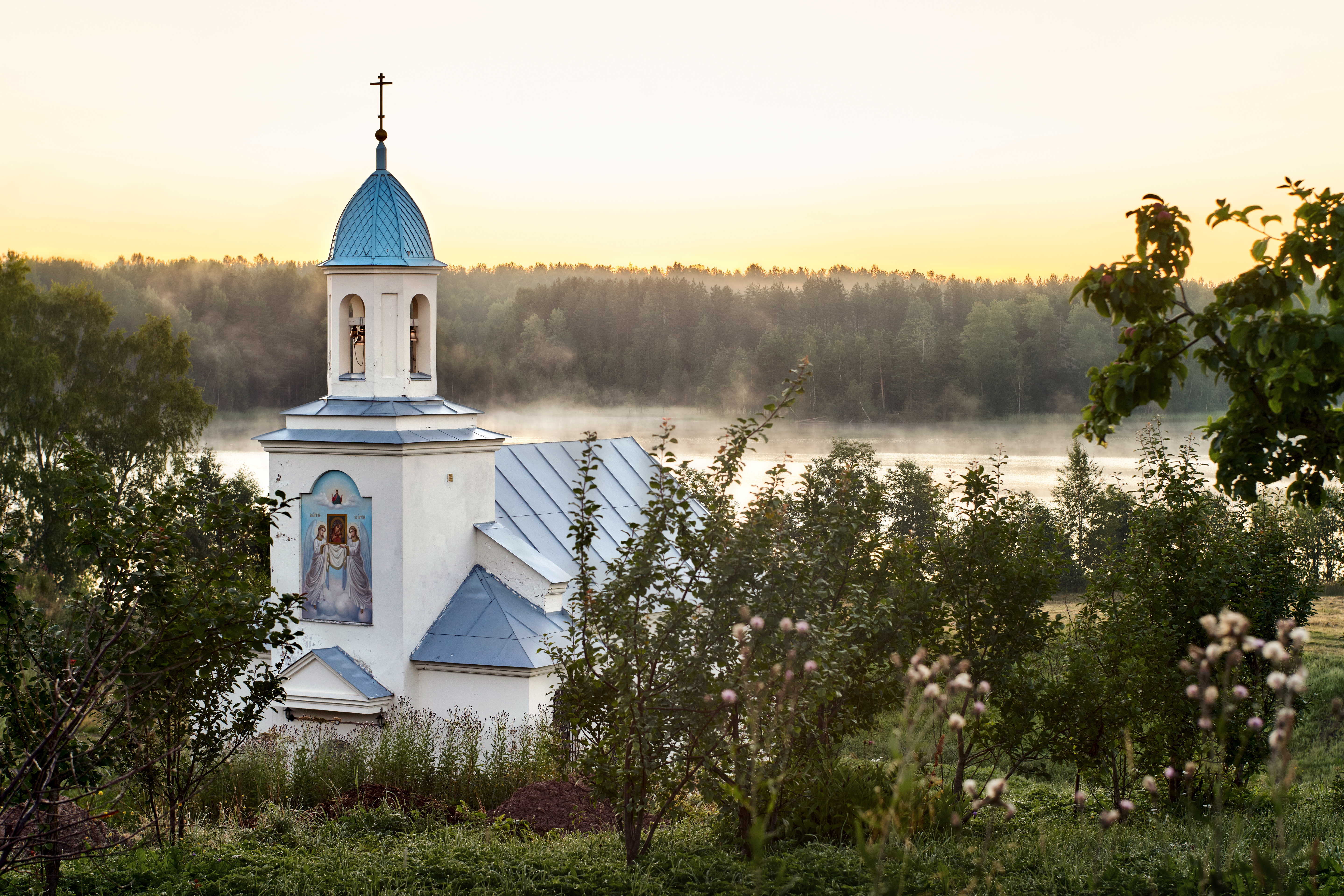
Покровский Тервенический женский монастырь, часовня

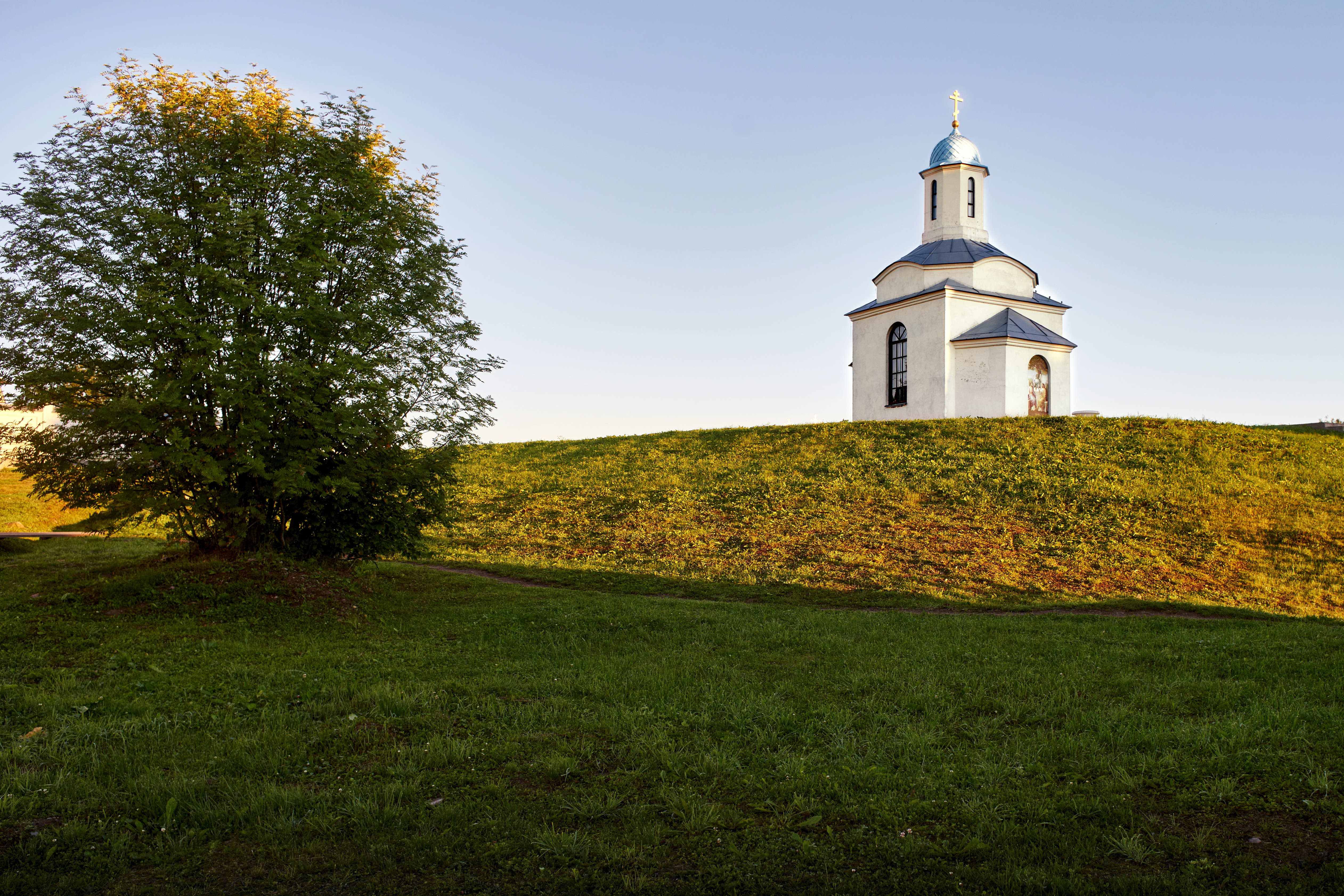

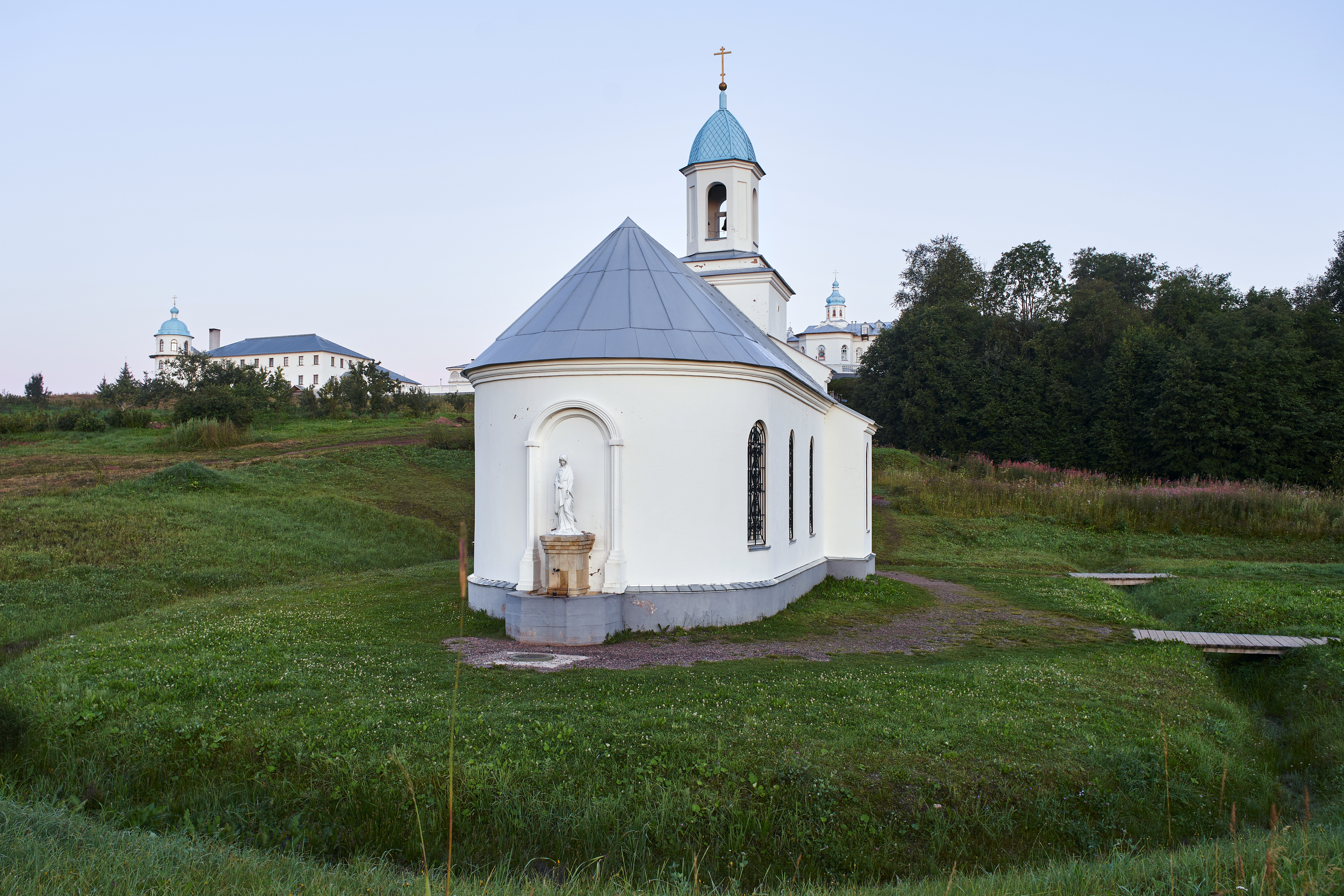
часовня у источника

Покрово-Тервенический монастырь (Монастырь в честь Покрова Пресвятой Богородицы) — православный женский монастырь Тихвинской епархии Русской православной церкви. Расположен в деревне Тервеничи Лодейнопольского района Ленинградской области.

## История
Отправной точкой в истории монастыря было сестричество, сформировавшеся на базе православной общины при храме святых мучениц Веры, Надежды, Любови и матери их Софии в Ленинграде.
1 июня 1991 года будущие насельницы обители во главе с её основателем и духовником иеромонахом Лукианом (Куценко), ища место для монастыря, впервые посетили развалины приходского Успенского храма села Тервеничи. В то же лето по благословению митрополита Санкт-Петербургского и Ладожского Иоанна (Снычёва) в Тервеничах было образовано Покровское сестричество. Началось строительство монастырского комплекса.
17 апреля 1997 года решением Священного Синода Русской православной церкви сестричество получило статус женского Покрово-Тервенического монастыря.
В обители действует иконописная и швейная мастерские. Сестры имеют огородное хозяйство и молочную ферму.
В Покровском храме монастыря пребывает чудотворная Тервеническая икона Божией Матери. C праздника Покрова Божией Матери (14 октября) до Рождества Христова (7 января) Тервеническая икона находится в Санкт-Петербурге на подворье монастыря в церкви святых мучениц Веры, Надежды Любови и матери их Софии.

## Храмы
- Покрова Пресвятой Богородицы, главный храм обители
- Успения Пресвятой Богородицы
- Киево-Печерских святых (пещерный)
- Воскресения Христова, кладбищенская часовня
- Георгия Победоносца, часовня на монастырской ферме
- Троицы Живоначальной, часовня над святым источником